# Przywra żylna
Przywra żylna (Schistosoma mansoni) – dwużywicielska pasożytnicza przywra, wywołująca schistosomatozę. Jej żywicielem pośrednim jest wodny ślimak, a ostatecznym kręgowiec – człowiek. Pasożytuje w żyłach krezki jelitowej.

## Morfologia i fizjologia dorosłych osobników
Dorosłe przywry są rozdzielnopłciowe, wykazują dymorfizm płciowy. Osiągają 10–15 mm (samce) lub 14–20 mm (samice) i są najmniejszymi przedstawicielami rodzaju Schistosoma. Ich ciało jest wydłużone, samce są szersze od samic, posiadają kanał gynekoforyczny na brzusznej stronie ciała, w którym umieszczona jest samica podczas stałej kopulacji. U samca występuje 6–9 jąder, a u samic pojedynczy jajnik położony z przodu ciała. Posiadają dwie przyssawki – gębową i brzuszną oraz kolce tegumentalne, służące do przytwierdzania się do ciała żywiciela. Powierzchnia ciała samca pokryta jest niewielkimi wyrostkami, u samicy występują one jedynie na przednim i końcowym odcinku ciała poza obszarem, który znajduje się w kanale gynekoforycznym.
Ze względu na rozdzielnopłciowość S. mansoni w żywicielu ostatecznym konieczne jest występowanie zarówno samca, jak i samicy, aby mógł zajść proces rozmnażania. Samce w zarażeniu jednopłciowym przechodzą pełny rozwój, natomiast samice dojrzewają tylko w obecności samca. Proces dojrzewania samicy może ulec regresji w wyniku przeniesienia jej do nowego żywiciela, w którego organizmie nie występują samce. Do osiągnięcia dojrzałości przez samicę nie jest wymagane zapłodnienie, lecz długotrwałe przebywanie w kanale gynekoforycznym. Samce w zarażeniu jednopłciowym mogą wykształcić cechy charakterystyczne dla samic. Osobniki oprócz par złożonych z samca i samicy mogą także tworzyć pary homoseksualne, a także grupy złożone z wielu osobników.
Osobniki S. mansoni mogą krzyżować się także z osobnikami należącymi do innych gatunków. W wyniku tego procesu powstają hybrydy międzygatunkowe, które osiągają większe rozmiary, składają większą liczbę jaj, a proces osiągania dojrzałości płciowej trwa u nich krócej.

## Metabolizm i odżywianie
Mimo życia w środowisku bogatym w tlen (naczynia krwionośne) metabolizm dorosłych przywr żylnych jest w większości beztlenowy. Tlen jest niezbędny do utwardzania jaj.
S. mansoni żyją w układzie krwionośnym żywiciela ostatecznego, dlatego żywią się krwią. Energię uzyskują głównie z procesu utleniania glukozy. Przywra w godzinę jest w stanie przyjąć ilość pokarmu odpowiadającą 15–20% masy jej ciała. W tym czasie para osobników może zjeść nawet 350 000 erytrocytów. Trawienie hemoglobiny zachodzi w przewodzie pokarmowym przywry.

## Cykl życiowy

### Jaja

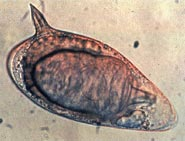
Schistosoma mansoni jajo. Widoczny charakterystyczny kolec.

Jajo S. mansoni posiada kolec w dolnej części, który ułatwia mu przejście przez ściany naczyń krwionośnych. Dorosła samica składa od 100 do 300 jaj w ciągu dnia. Optymalna temperatura potrzebna do wyklucia się z jaj osobników potomnych wynosi 28 °C. W temperaturze 4 °C oraz 37 °C proces ten zostaje prawie całkowicie zahamowany.

### Żywiciele
Żywicielem pośrednim przywry są ślimaki z rodzaju Biomphalaria, m.in. B. pfeifferi, B. camerunensis, B. sudanica i B. alexandrica,, a w Ameryce Południowej ślimaki należące do rodzaju Tropicorbis. Żywicielem ostatecznym może zostać człowiek, gryzonie, oposy, a także niektóre małpy (koczkodany i pawiany).

### Opis cyklu
Zapłodnione samice przywr składają jaja w naczyniach krwionośnych żywiciela ostatecznego. Jaja migrują przez tkanki do światła jelita. Wraz z fekaliami dostają się do środowiska wodnego. Z jaj pod wpływem optymalnych warunków świetlnych i cieplnych wylęgają się miracidia, które wnikają do organizmu żywiciela pośredniego – słodkowodnego ślimaka z rodzaju Biomphalaria. Penetrują tkanki ślimaka, a następnie ulegają przekształceniu w kolejne stadia rozwojowe – dwie generacje sporocyst. Kolejne stadium rozwojowe stanowią ruchliwe cerkarie powstające w wyniku rozmnażania bezpłciowego w gruczole wątrobowym ślimaka. Opuszczają one ciało ślimaka w poszukiwaniu żywiciela ostatecznego – kręgowca. Proces ten odbywa się z 30-dniowymi przerwami, w czasie których pozostałe zarodki cerkarii ulegają degeneracji, dzięki czemu możliwe jest powstanie kolejnej generacji sporocyst potomnych. Wychodzenie cerkarii z ciała ślimaka odbywa się według określonego rytmu, który rozpoczyna się rano, osiąga maksimum około południa, a kończy wieczorem. Uwolnione ze ślimaka cerkarie dostają się do organizmu żywiciela ostatecznego poprzez penetrację skóry i przekształcają się w schistosomule wędrujące przez naczynia krwionośne do serca, płuc, z powrotem do serca, a następnie do układu wrotnego wątroby, w którym dojrzewają i stają się dorosłymi osobnikami. Dojrzałe przywry łączą się w pary, kopulują i wędrują do żył krezkowych, gdzie składają jaja.

## Patogeneza

### Objawy
Jaja S. mansoni powodują zapalenie błony śluzowej jelita grubego, czego wynikiem są owrzodzenia i brodawczaki, a także zmiany nowotworowe. Jaja wraz z krwią mogą dostać się do innych narządów, np. wątroby, gdzie w wyniku zablokowania światła naczyń żylnych powodują powiększenie tego narządu, a także śledziony. Prowadzi to również do powstania obrzęków, wodobrzusza i żółtaczki. Jaja mogą trafić także do płuc, mózgu, a nawet oczu.

### Diagnostyka
W celu wykrycia obecności jaj pasożyta wykonuje się badanie kału, badania endoskopowe odbytnicy, biopsję zmienionej tkanki, a także analizę serologiczną.

### Leczenie i profilaktyka
W leczeniu stosuje się leki przeciwpasożytnicze – oksamnichinę i prazykwantel. Aby uniknąć zarażenia pasożytem, należy pić tylko przegotowaną wodę i unikać kąpieli w otwartych zbiornikach wodnych.

## Występowanie
W Afryce występowanie S. mansoni pokrywa się z rozprzestrzenieniem S. haematobium. W Ameryce Południowej, gdzie została zawleczona w XVI–XVII wieku, występuje na terenie Brazylii, Wenezueli i na Dominikanie. Jest obecna także w Azji na Półwyspie Arabskim.